# Molí dels Capellans
El Molí dels Capellans és una obra de Taradell (Osona) inclosa a l'Inventari del Patrimoni Arquitectònic de Catalunya.

## Descripció
Edifici civil. Masia i molí assentat sobre la roca. Consta de tres cossos adossats que semblen pertànyer a diferents èpoques. Consta de sòtans amb la sortida de carcabà, PB, 1er. p. i golfes. La façana d'accés està situada al llevant i presenta un gran porta rectangular de pedra amb inflexió gòtica, el portal està en part cobert per una sola vessant amb un pilar quadrat que es recolza sobre el mur protector del terrat, una finestra amb reixes de forja i alguns elements de totxo. En aquest sector hi ha una construcció coberta a una vessant amb un portal que tanca la lliça. La part sud se cega i hi ha un camí de lloses prop de la bassa. La part nord, la més alta, es troba a tocar del llit del torrent i presenta una gran obertura al carcabà (arc rebaixat), una reixa de forja i una obertura de totxo amb arc de descàrrega.

## Història
Situat al marge esquerre de la riera de Tarradell, havia pertangut a la Seu de Vic, d'aquí ve el sobrenom de "Capellans".
Encara que els seus orígens siguin anteriors i possiblement es remuntin al S.XVI com molts dels molins de la rodalia el trobem documentat en el nomenclàtor de la província de Barcelona de l'any 1860 com a molí fariner, habitat tot l'any, que consta d'un sol edifici i de dos pisos.
L'estat d'abandó en què es troba fa que cada dia es treiori més així com el pont proper.